# Kostel Všech svatých (Albrechtice)
Kostel Všech svatých v zaniklých Albrechticích na Mostecku byl nejvýznamnější památkou na území obce zaniklé z důvodu těžby.

## Historie
Byl založený před r. 1352, kdy se o něm prameny zmiňují poprvé v soupisu papežských desátků. Nejstarší listina Albrechtic pochází ze 17. září 1355 a uvádí, že patronem zdejšího kostela byl Nevlas ze Rvenic (Ervěnic). Na místě starého kostela byl v 16. století postaven jiný, který byl dále stavebně upravován a opatřen přístavbou. Kostel byl v období komunistické totality v Československu zbořen.

### Poutní místo – kaple sv. Linharta
Když v roce 1749 řádil v okolí Albrechtic dobytčí mor, učinili zdejší obyvatelé slib, že budou-li moru ušetřeni, budou každoročně slavit svátek sv. Linharta jako „festum fori cum octava“. V kostele již v té době byl uschován obraz sv. Linharta. Na něm byl světec zobrazen v černém hávu s pastýřskou holí v jedné ruce, druhou rukou jak žehná. Obklopen byl domácími zvířaty. Když se pak skutečně dobytčí mor Albrechticím vyhnul, byla roku 1749 ke kostelu na severní straně přistavěna kaple sv. Linharta. Kaple se stala cílem poutí rolníků ze širokého okolí a tato úcta přetrvala až do 20. století.